# Международный музей мира и солидарности в Самарканде
Междунаро́дный музе́й ми́ра и солида́рности (узб. Samarqand xalqaro tinchlik va birdamlik muzeyi) — музей в городе Самарканде, в Узбекистане. Международный музей мира и солидарности единственный музей подобного рода не только в Узбекистане, но и во всём постсоветском пространстве. Всего в мире насчитывается 46 подобных музеев. Музей был открыт в декабре 1986 года, в международный год мира. Музей призывает к консолидации всех народов и стран мира, во имя мира и процветания.
Музей находится в центральной части Самарканда, на улице Абдурахмана Джами, на территории центрального парка отдыха имени Алишера Навои. В музее хранятся более 20 тысяч экспонатов из более ста стран. Среди экспонатов, коллекция личных писем и посланий, фотографий и произведений известных мировых личностей, которые способствовали миру и солидарности во всём мире. Также имеется большая коллекция автографов известных мировых личностей, политиков, общественных, государственных и культурных деятелей, писателей, которые были сторонниками мира между народами и странами. Отдельно стоят автографы 142 лауреатов Нобелевской премии. В музее хранятся обломки обожженной черепицы с крыши дома из Нагасаки после атомной бомбардировки, капсула истории с землёй концлагеря «Освенцим», капсула истории с землёй с места Сталинградской битвы, фрагменты павшей Берлинской стены, обломки и частицы бомб, унесших жизнь людей в терактах и войнах, объекты относящиеся к различным мировым и региональным вооружённым конфликтам, напоминающие разрушительные последствия войн и конфликтов.